# Geaderde kluifzwam
De geaderde kluifzwam (Helvella fusca) is een schimmel uit de familie Helvellaceae. Hij leeft saprotroof (?), onder loofbomen. Hij is met name bekend van Populier (Populus), op humeus kalkrijk zand.

## Kenmerken

### Uiterlijke kenmerken
Het vruchtlichaam is zadelvormig, 2 tot 3 lobbig. Jonge vruchtlichamen zijn aan de bovenkant bruinzwart met licht randen. Naarmate ze ouder worden veranderen ze in geelbruin tot dadelbruin. De hoedrand is meestal aan de steel gegroeid. De holle steel is sterk geribd en heeft een lengte van 3 tot 5 cm en een dikte van 1 tot 2 cm.

### Microscopische kenmerken
De sporen zijn ellipsvormig en bereiken een opmerkelijke grootte van wel 20 × 14 µm.

## Verspreiding
De geaderde kluifzwam is in Nederland een zeldzame soort. Hij staat op de rode lijst in de categorie 'Ernstig bedreigd'.